# Torymus gansuensis
Torymus gansuensis is een vliesvleugelig insect uit de familie Torymidae. De wetenschappelijke naam is voor het eerst geldig gepubliceerd in 2005 door Lin & Xu.